# Aš-Šabáb

Bitevní prapor aš-Šabábu

Územní vlajka

Hnutí mladých bojovníků (v originále arabsky حركة الشباب المجاهدين‎, Ḥaraka aš-Šabáb al-Mudžáhidín; často přepisováno anglicky Harakat ash-Shabaab al-Mujahideen) více známé zkráceně jako aš-Šabáb, je teroristická skupina islámských vzbouřenců, kteří povstali během války v Somálsku. Tato militantní skupina usiluje o vytvoření islámského státu v Somálsku.

## Historie
Skupina se zformovala v roce 2004 původně jako militantní křídlo Svazu islámských soudů (ICU). Aš-Šabáb vedl povstání proti prozatímní vládě Somálska a jejím etiopským přívržencům od prosince 2006, kdy ICU ztratil moc. Boje mezi aš-Šabábem a somálskou vládou vzplanuly od května 2009.
V současné době má tato skupina pod kontrolou většinu jižní a centrální části Somálska včetně části hlavního města Mogadiša.
Od roku 2008 se skupina nachází na seznamu USA nejvýznamnějších teroristických organizací, díky svým vazbám na al-Káidu. Dle odhadů z roku 2006 se k této militantní skupině hlásí zhruba 3000 až 7000 přívrženců a jejich počet stále roste.

## Vedení a rozdělení divizí
Současným vůdcem organizace je Mohamed Mukhtar Abdirahman, známý spíše jako Abu Zubeyr. Tato skupina je rozdělena do tří geografických divizí: regiony Bay a Bokool, v jejichž čele stojí Mukhtar Robow (Abú Mansúr). Druhou divizí je jižní a centrální Somálsko a oblast hlavního města Mogadišo, třetí divizí jsou pak Puntland a Somaliland.
V současné době existuje ještě „čtvrtá divize“, která má pod kontrolou Jubské údolí. V jejím čele stojí Hassan Abdillahi Hersi (al-Turkí), který není považován za člena aš-Šabábu, ale je s touto skupinou úzce spojen. Tyto jednotky fungují nezávisle na sobě, přesto mezi nimi existuje určitý způsob komunikace a spolupráce.

### Vůdci
- Aden Hashi Farah „Ayro“ (2004–2007)
- Mukhtar Roobow „Abú Mansúr“ (2008–2009)
- Mukhtar Abdirahman „Abú Zubejr“ (2009 – dodnes)

### Duchovní vůdci
- Hussein Ali Fidow – politický vůdce
- Ali Mohamud „Dheere“ – duchovní mluvčí
- Ali Mohamed Hussein – vůdce Bannadirského regionu
- Abdirahman Hassan Hussein – vůdce středoshabellského regionu
- Hassan Abdullah Hersi „al-Turkí“ – vůdce Jubského údolí

## Program
Aš-Šabáb je pokusem mladé generace Somálců o vytvoření určitého náboženského konceptu, díky kterému budou ostatní lidé věřit v lepší budoucnost v Somálsku, jelikož starší generace somálských klanů a politických vůdců v posledních dvaceti letech selhala.
Jedním z plánů je vedení, které je oddáno džihádistické ideologii, je vytvoření Somálského chalífátu. Dalším cílem je zavedení drakonické verze šaríe. Současně se aš-Šabáb podílí i na činnostech, které považují Somálci za velmi užitečné. Jedná se především o odstraňování silničních zátaras, opravy silnic, budování infrastruktury, pořádání trhů atd.
Aš-Šabáb se hlásí k pansomálskému nacionalismu. Snaží se zde získat podporu somálských obyvatel a také se zde snaží přilákat nové členy. Jedná se zde hlavně o probuzení somálského iredentismu v sousedních zemích (Keňa, Etiopie a Džibutsko), kde žije hodně Somálců.

## Působnost
Rekruti aš-Šabábu prochází procesem resocializace. Tento proces je zaměřen na děti v islámských vzdělávacích institucích, které jsou sirotky nebo se jich rodiny vzdaly. Poté podstoupí proces intenzivní indoktrinace. Tato metodologie dovoluje aš-Šabábu nabírat nové rekruty z více klanů. Již neplatí, že v aš-Šabábu dominuje pouze jeden klan, nýbrž je zde v současné době zastoupeno mnohem více klanů.
Aš-Šabáb má v současnosti velké komunikační možnosti, zejména pak hojně využívá internet. Pomocí něj pak komunikuje s obrovskou masou Somálců roztroušených všude po světě. V dnešní době může využít až několik tisíc bojovníků pro akce přímo v Somálsku. Jedná se především jednorázové akce a bezohledné útoky v městských oblastech, jako je Mogadišo. Odhady o počtu zahraničních bojovníků se pohybují kolem 1000.
Sebevražedné útoky se v Somálsku začaly stávat běžnými od roku 2006. Aš-Šabáb přijal odpovědnost za 10 z nich. Většina z těchto útoků byla zaměřena na etiopské vojáky či vojáky Africké unie s cílem dosažení strategických politických a vojenských výhod. Zatím nejhorší útok se udál na univerzitě v Mogadišu, kde byli mimochodem zabiti i tři ministři prozatímní federální vlády, ovšem aš-Šabáb popřel, že by se na tomto útoku nějak podílel.

### Útok na Garissa University College v Keni, duben 2015
2. dubna 2015 podnikli ozbrojenci z aš-Šabáb útok na půdě univerzity ve městě Garissa v Keni, kde zabili celkem 148 lidí. Maskovaní útočníci během útoku vraždili pouze křesťanské studenty. Keňská vláda se od roku 2011 snaží o stabilizaci situace na keňsko-somálské hranici, kde mělo docházet k únosům obyvatelstva. V rámci vládní snahy o eliminaci hnutí aš-Šabáb keňské, somálské a etiopské jednotky společně operovaly na somálském území. To však přineslo opačný efekt, aktivita skupiny se zvýšila. Její první masivní útok na keňském území se odehrál v září 2013, kdy v nákupním centru Westgate v Nairobi zemřelo 67 lidí.

## Budoucnost
Při pohledu do budoucna existuje hned několik důvodů proč bude působení a síla Aš-Šabáb nadále stabilní. Za prvé, skupina je schopná rozšířit svůj vliv po celém území Somálska, ale i v zahraničí. Za druhé, může počítat s podporou somálských obchodníků, a za třetí somálská diaspora bude i nadále podporovat aš-Šabáb.[zdroj?]
Odborníci také zdůrazňují, že Spojené státy zatím nic vážného, co by ohrozilo stabilitu aš-Šabábu, nepodnikly. Jejich nálety spíše zvýšily popularitu této militantní skupiny. Navíc se může aš-Šabáb spolehnout na podporu al-Káidy, s níž je dle mnohých již nějakou dobu propojena.

## Taktika
Taktika aš-Šabábu se vyvíjela v průběhu. Při povstání na konci roku 2006 využívala klasickou partyzánskou taktiku – sebevražedné bombové útoky, střelbu a cílené atentáty – s cílem postavit se somálské vládě, etiopské armádě a mírovým silám Africké unie. Nejvíce násilí bylo použito v hlavním městě Mogadišo. Boje mezi aš-Šabábem a etiopskou armádou měly za následek úprk zhruba 400 000 lidí z města.
V průběhu roku 2008 začala skupina stále více oslovovat somálskou veřejnost díky svým veřejným výstupům. Jednalo se o duchovní vystoupení na lidovém shromáždění, debaty s klanovými radami starších, rozdávání peněz a jídla pro chudé. Před obsazením určitého města začali používat politickou strategii. Ještě předtím, než se jim město samo vzdalo, snažili se přesvědčit vůdce klanů, kteří určitě město ovládali, že jejich úmysly jsou dobré a jsou ku prospěchu celého města a lidu. Do února 2009 aš-Šabáb ovládal většinu jižního Somálska, nicméně pokračoval dál v sebevražedných útocích. Za brutální útok je považováno zabití 11 burundských vojáků při útocích na jednotky Africké Unie v Mogadišu.
Mnoho odborníků se domnívá, že metody a ideologie této skupiny nutně nesouvisejí jedna s druhou. Dle nich se skupina vyvíjela ze skupiny s původním militantním přístupem na skupinu, která se činí nároky v tu samou dobu také vést džihád. Na jednu stranu se skupina hlásí k dodržování přísné formy islámu saláfismu/wahhábismu a na druhou stranu aš-Šabáb prosazuje na jihu Somálska svou politickou moc pragmaticky nikoli radikálně.